# دالاره
دالاره (به سوئدی: Dalarö) یک منطقهٔ مسکونی در سوئد است که در بخش هانینگه در شهرستان استکهلم واقع شده‌است.
دالاره ۱٫۶۸ کیلومتر مربع مساحت و ۱٬۱۹۹ نفر جمعیت دارد.